# مجموعة آ.ثي.إسه
 مجموعة آ.ثي.إسّه (ACS, Actividades de Construcción y Servicios, S.A.) هي شركة إسبانية للبناء المدني والهندسي، وجميع أنواع الخدمات والاتصالات. هي واحدة من شركات المقاولات الرائدة في العالم، ولها مشاريع في العديد من البلدان حول العالم. تأسست الشركة في عام 1997 من خلال اندماج شركتي OCP Construcciones، SA و Ginés Navarro Construcciones، SA . للمجموعة حضور عالمي، بما في ذلك دول مثل ألمانيا والهند والبرازيل وتشيلي والمغرب وأستراليا. المقر الرئيسي يقع في مدريد. رئيس الشركة الحالي اسمه فلورنتينو بيريز. تشكل أسهم الشركة جزءًا من مؤشر IBEX 35 في بورصة مدريد.

## التاريخ
تم تشكيل الشركة في عام 1983 عندما استحوذ فريق من المهندسين على شركة Construcciones Padrós SA، وكانت شركة إنشاءات كانت تعاني من صعوبات مالية.
استحوذت تلك الشركة على حصة أغلبية في Cobra، وكانت شركة خدمات مساندة، واندمجت مع OCISA SA لإنشاء OCP Construcciones، SA في عام 1993.
واصلت مجموعة آ.ثي.إسّه الاندماج مع Ginés Navarro Construcciones، SA لإنشاء Grupo ACS في عام 1997.
اشترت مجموعة آ.ثي.إسّه في عام 1999 Onyx SCL، وكانت شركة مقاولات بيئية، وحصصًا في شركتي الاتصالات السلكية واللاسلكية Xfera و Broadnet في عام 2000 قبل أن تستحوذ في عام 2003 على دراغادوس Dragados SA، وهي شركة مقاولات ضخمة تم إنشاؤها خلال الحرب العالمية الثانية من أجل تجريف ميناء طريفة ثم اكتسبت بعد ذلك خبرة واسعة في أعمال الطاقة الكهرومائية والهندسة المدنية.
في عام 2006 استحوذت مجموعة آ.ثي.إسّه على نسبة 22.0٪ (زادت لاحقًا إلى 45٪) من يونيون فينوسا، وهي شركة مرافق رائدة ، قبل بيعها إلى جاز ناتورال فنوسا في عام 2008. في عام 2011 رفعت مجموعة آ.ثي.إسّه حصتها في هوختيف Hochtief إلى نسبة 50.16٪ مما كان يعني بالمحصلة الاستحواذ الفعلي على الشركة.

## أقسام الشركة

### إنشاءات
- دراغادوس Dragados
  - Pulice
  - John Picone
  - Schiavone
  - Prince Contracting
  - J.F. White
- VYCSA
- Roura & Cevasa
- Electren
- Constru-Rail
- TECSA
- Drace
- Dravosa
- GEOCISA
- COGESA
- Dycvensa
- Dycasa
- Pol-Aqua
- هوختيف بنسبة Hochtief 66.5%
  - Turner Construction
    - Clark Builders

  - Flatiron Construction
    - E.E. Cruz and Company

  - CIMIC Group
    - CPB Contractors
    - Leighton
    - Thiess
    - Ventia
    - UGL Limited

### بنية تحتية
- Iridium

### شركات صناعية
- Grupo Cobra
- Grupo Etra
- SEMI S.A.
- IMESAPI
- EYRA
- CYMI
- Dragados OFFSHORE
- GRUPO MAESSA
- Grupo MAESSA Arabia Saudi Ltd
- Intecsa Industrial
- Initec Energía
- SICE

### خدمات
- Clece
- Dragados SPL
- Continental-Rail

### استثمارات بحصص أقلية
- أبيرتيس (25%)
- إيبردرولا (5.8%)[7]
- Urbis

## مشاريع مهمة

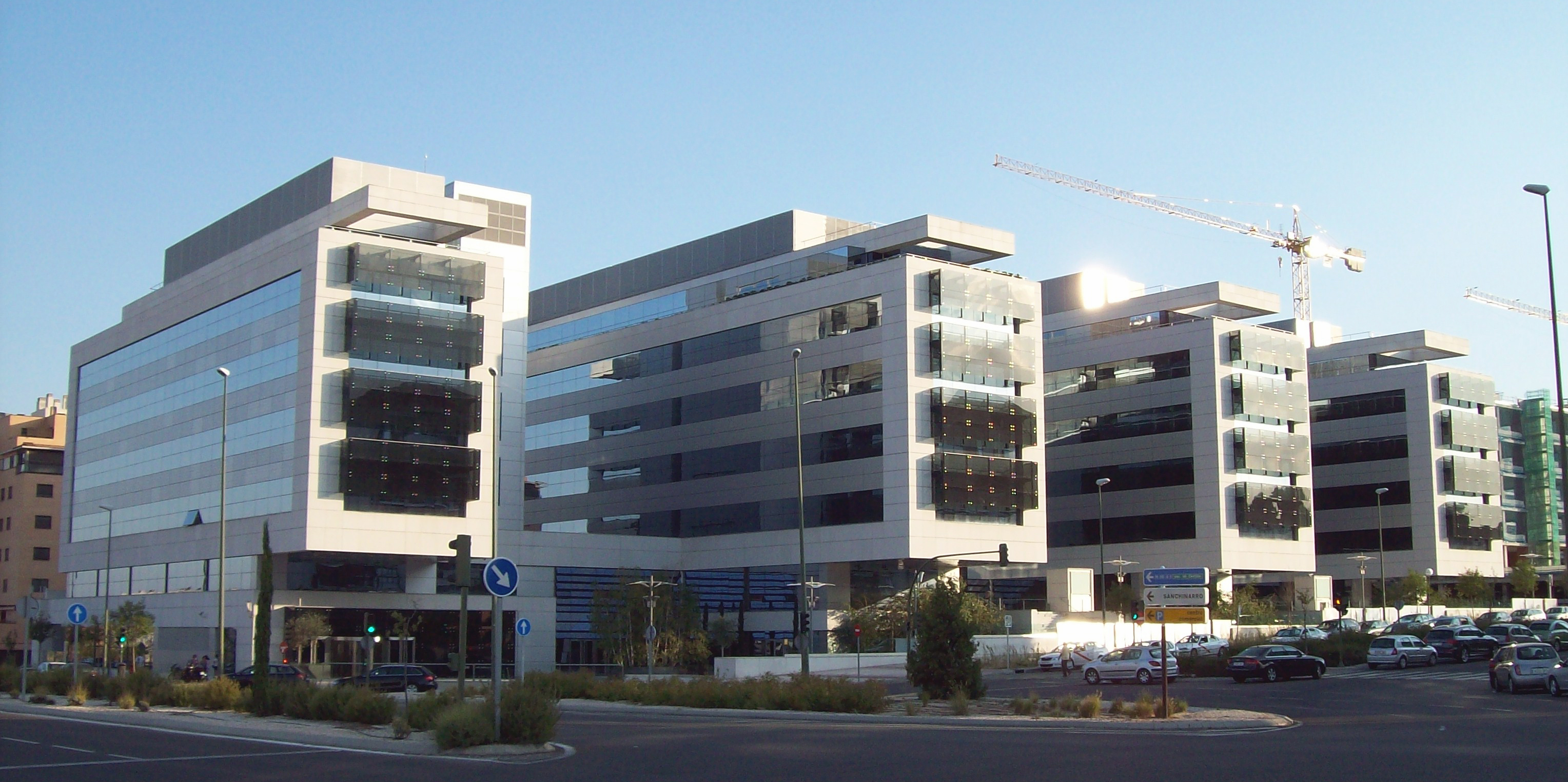
المقر الرئيسي لشركة دراغادوس Dragados في مدريد، وهي شركة إنشاءات استحوذت عليها مجموعة آ.ثي.إسّه في عام 2003.

تضمنت المشاريع الرئيسية التي شاركت فيها الشركة
- سد الكيفا في البرتغال الذي اكتمل في عام 2002 [8]
- بناء قصر الملكة صوفيا للفنون في بلنسية الذي اكتمل في عام 2005[9]
- برج أغبار في برشلونة وتم الانتهاء منه في عام 2005[10]
- برج الكرستال في مدريد تم الانتهاء منه في عام 2008[11]
- برج سيبسا في مدريد الذي تم الانتهاء منه في عام 2008[12]
- خط السكك الحديدية عالية السرعة الذي يربط بيربينيا وبرشلونة الذي اكتمل في عام 2009[13]
- سد برتغيس في بونس ، بورتوريكو الذي تم الانتهاء منه في عام 2014[14]
- مشروع كثبان الهلال للطاقة الشمسية في نيفادا عام 2016[15]

## روابط خارجية
- الموقع الرسمي